# 田口寛治
田口 寛治（たぐち かんじ、1923年6月22日 - 1989年1月21日）は、日本の哲学者。神戸大学名誉教授。

## 来歴
広島県出身。1946年9月京都帝国大学文学部哲学科卒。1947年3月神戸経済大学（経営学専門部）、神戸大学文理学部、神戸大学文学部、神戸大学教養部教授、1987年定年退官、名誉教授。1989年1月21日、肝不全のため逝去。
『らくがき大学生』が話題になった。

## 著書
- 『論理学 古い論理学と新しい論理学』（理想社） 1954
- 『らくがき大学生 答案のらくがき十余年』（講談社、ミリオン・ブックス） 1961
- 『話のわかるおかあさん 夫婦の条件・親子の条件』（三一新書） 1963
- 『世代の断絶について』（富山県教育委員会、生涯教育新書） 1974.10
- 『哲学とは』（理想社） 1978.6
- 『孤独な感覚的人間』（神戸市青少年問題協議会、Kobe青少年研究シリーズ） 1983.9
- 『現代学生気質 敗戦・60年安保・大学紛争・「新人類」』（神戸新聞出版センター） 1987.3
- 『当世学生事情』（神戸新聞総合出版センター） 1988.8

## 共編著
- 『女子学生への手紙』（小島輝正, 清水正徳共著、青春出版社、青春新書） 1959
- 『論理学概論 形式論理学・記号論理学・弁証法』（武市健人, 清水正徳共著、青春出版社）  1959

## 参考
- 田口寛治教授著書・論文目録 研究年譜「愛知 φιλοσοφια」(神戸大学哲学懇話会) 3, 1986 p2-3
- 田口寛治教授略歴と業績　「近代」(神戸大学「近代」発行会) 63, 1987.8, p4-5
- 陸井四郎「モラリスト、田口寛治さんを偲ぶ」「愛知 φιλοσοφια」(神戸大学哲学懇話会) 5, 1988 p62-66